# Bombardarea satului Mainila

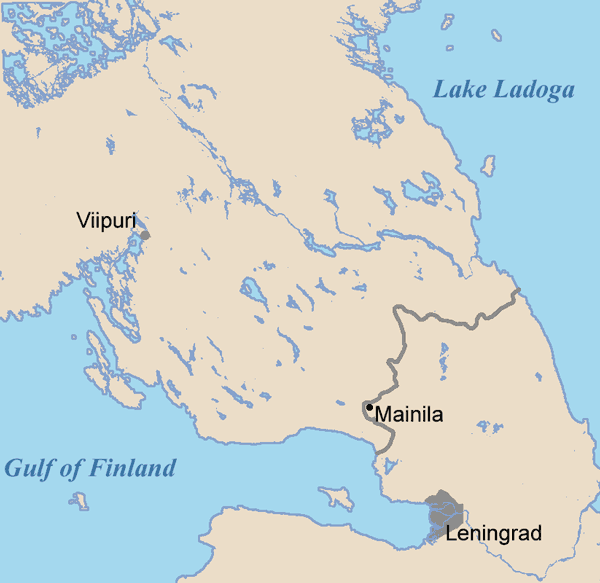
Poziția satului Mainila în istmul Karelian (în conformitate cu frontierele anterioare semnării tratatului de pace de la Moscova).

Bombardarea satului Mainila (în finlandeză Mainilan laukaukset) a fost un incident militar din ziua de 26 noiembrie 1939, când Armata Roșie a Uniunii Sovietice a bombardat satul rusesc Mainila (aflat lângă Beloostrov), pentru a declara că tirul a pornit din Finlanda, fiind executat peste frontieră. URSS a folosit această manevră pentru propagandă și ca pretext pentru declanșarea Războiului de Iarnă după patru zile.

## Context
Uniunea Sovietică semnase tratate internaționale și pacte de neagresiune cu Finlanda: tratatul de la Tartu din 1920, pactul de neagresiune din 1932 reînnoit în 1934, precum și charta Ligii Națiunilor. Guvernul sovietic a încercat să se prezinte ca unul care respectă legile și tratatele internaționale, iar pentru războiul ce dorea să-l declanșeze avea nevoie de un casus belli. În același an, Germania Nazistă înscenase incidentul de la Gleiwitz pentru a avea o scuză pentru a se retrage din pactul de neagresiune semnat cu Polonia.

## Incidentul
S-au tras șapte proiectile, iar căderea lor a fost detectată de trei posturi de observare finlandeze. Acești martori au estimat că proiectilele au detonat la circa 800 m de graniță, pe teritoriul sovietic. Finlanda a propus anchetarea incidentului de o parte neutră, dar Uniunea Sovietică a refuzat și a rupt relațiile diplomatice cu Finlanda la 29 noiembrie.
Materialele din arhivele personale ale liderului PCUS Andrei Jdanov arată că întregul incident a fost orchestrat cu scopul de a face Finlanda să pară agresor și de a lansa o ofensivă. Partea finlandeză a negat responsabilitatea pentru atacuri și a identificat artileria sovietică drept sursă a proiectilelor — într-adevăr, jurnalele de război ale bateriilor finlandeze de artilerie arată că Mainila era în afara razelor de acțiune ale acestora, întrucât ele fuseseră retrase tocmai pentru a preveni asemenea incidente.
În zilele de după bombardament, mașina sovietică de propagandă a generat mult zgomot despre alte acte fictive de agresiune ale Finlandei. Uniunea Sovietică a denunțat apoi unilateral pactul de neagresiune cu Finlanda și, la 30 noiembrie 1939, a lansat primele ofensive din cadrul Războiului de Iarnă.
Bombardarea satului Mainila este considerată un exemplu clasic de operațiune sub steag fals, utilizată pentru a justifica o agresiune militară.

## Urmări
Finlandezii au declanșat o anchetă imediată, care a concluzionat că artileria finlandeză nu avea cum să tragă asupra satului Mainila. Mareșalul C.G.E. Mannerheim ordonase tuturor tunurilor finlandeze să se retragă în afara ariei din care ar putea atinge teritoriul sovietic. Mai mult, grănicerii finlandezi au depus mărturie că au auzit zgomote de artilerie dinspre partea sovietică a frontierei.
Istoricul rus Pavel Aptekar a analizat documentele militare sovietice declasificate și a găsit că rapoartele zilnice ale trupelor aflate în zonă nu arată nicio pierdere de personal în perioada în chestiune, ceea ce l-a făcut să concluzioneze că atacul asupra trupelor sovietice a fost o înscenare.
La mai mulți ani după incident, liderul URSS Nikita Hrușciov a scris că bombardamentele de la Mainila au fost puse la cale de mareșalul artileriei Grigori Kulik. În 1994, președintele Rusiei, Boris Ielțin, a denunțat Războiul de Iarnă, recunoscând că a fost un război de agresiune.